# Польська література ІІ Світової війни
Польська література II Світової війни — епоха в історії польської літератури, яка охоплює роки німецької окупації також радянської окупації, коли творчість польських письменників як і артистично-літературне життя було під загрозою. Всіляка легальна видавнича діяльність була заборонена; установи, пов'язані з літературою, видавництва, товариства, середні та вищі школи змушені були припинити діяльність. Багато письменників опинилося в концтаборах, гетто, частина з них була депортована в інші регіони країни, деякі емігрували (Julian Tuwim, Kazimierz Wierzyński). Багато письменників  вступило в ряди польського війська за межами країни. 
Ті з них, які залишилися в країні зайнялися організацією таємного літературного життя, влаштовували зібрання та вечори поезії — зустрічі літераторів відбувалися у квартирах з метою дискусії на філософські теми та читання поезії.

## Поезія в окупованій країні
В умовах окупації дебютувало ціле покоління молодих поетів, які захищали національні цінності перед жахом реальності. Покоління то названим було після війни поколінням Kolumbów. Найвидатнішим представником цього покоління був Krzysztof Kamil Baczyński, який поліг смертю солдата у варшавському повстанні. До цього покоління належали також Tadeusz Gajcy, Andrzej Trzebiński, Roman Bratny, Wacław Bojarski, Witold Zalewsk і багато інших. В умовах окупації творили також дебютанти  Mieczysław Jastrun, Czesław Miłosz. 

## Проза в окупованій країні
Польську прозу в окупованій країні репрезентували Jerzy Andrzejewski (автор воєнних новел), Zofia Kossak-Szczucka (У пеклі, Голгофа), Kazimierz Wyka, Maria Kann (Na oczach świata), Kazimierz Brandys, Stanisław Dygat, Antoni Gołubiew i Zofia Nałkowska. Багато письменників написало щоденники, описували спогади про воєнні роки. 

## Літературні видавництва
- Biuletyn Informacyjny (1939—1945)
- Dźwigary (1943—1944)
- Droga (1943—1944)
- Kultura Jutra (1943—1944)
- Nurt. Pismo poświęcone kulturze polskiej (1943—1944)
- Sztuka i Naród (1942—1944)
- Sprawy Narodu (1943—1944)
- Werble wolności (1942—1944)
- Znak (1940—1943)